# Масленников, Семён Андрианович
Семён Андрианович Масленников — советский хозяйственный, государственный и политический деятель.

## Биография
Родился в 1915 году в деревне Губаново. Член КПСС.
Участник советско-японской войны: радиотелеграфист 8-го отдельного дивизиона торпедных катеров Тихоокеанского флота
В 1953 — секретарь Москворецкого райкома КПСС.
В 1962—1968 — председатель исполнительного комитета Ленинского Совета депутатов трудящихся города Москвы.
В 1968—1971 — первый секретарь Ленинского районного комитета КПСС города Москвы.
В 1971—1975 — заместитель председателя исполнительного комитета Московского городского Совета депутатов трудящихся — председатель Мосгорплана.
Депутат Верховного Совета РСФСР 8-го созыва. Делегат XXIV съезда КПСС.
Умер в Москве после 2005 года.

## Награды
- Орден Отечественной войны II степени (1985)
- Орден Трудового Красного Знамени (1966)